# Leo Rwabwogo
Leo Rwabwogo, född den 3 juni 1949, död 14 januari, 2009, var en ugandisk boxare.
Rwabwogo tog OS-silver i flugviktsboxning 1972 i München. 